# Xestia rufescens
Xestia rufescens là một loài bướm đêm trong họ Noctuidae.